# Hø
Hø er urteagtige planter, der er høstet og tørret. Når planterne - især græsset - er slået i rette tid og tørret grundigt før lagring, er det et glimrende vinterfoder for kreaturer. Dyrenes ædelyst bliver større, når andelen af bredbladede urter øges. Hvis græsset er tærsket, er restproduktet frøgræshalm: hø uden frø.
Det var opfindelsen af leen, der satte gang i enghø som foderafgrøde. Før den tid havde man brugt løvhø, altså afskårne grene med fastsiddende, grønne blade. Det var – og er stadig – et udmærket foder, som dyrene gerne æder, men det var besværligt at høste, og det fyldte meget under opbevaringen. På Öland og Gotland kan man stadig se løvenge, der opstår, når løvhøet er høstet.
Græsset eller de urteagtige planter skal helst slås kort før Sankt Hans, dvs. lige før græssernes blomster "skrider" (springer ud). Netop på det tidspunkt er indholdet af mineraler, vitaminer og kulhydrater højest. Hurtigst muligt skal høet ned under 15% vandindhold for at hindre mugdannelse og høet taber foderværdi, hvis det bliver vasket igennem af regn. Det er grunden til, at man satte det op i vandafvisende stakke.
Fysikeren Freeman Dyson angav i 1999 høet som den vigtigste opfindelse i det seneste 2000 år, da han mente, det havde stor betydning for udviklingen af nordlige bycivilisationer som Wien, Paris, London, Berlin, Moskva og New York.
Da hø er meget arbejdskrævende at fremstille under kølige, nordiske forhold, har man mange steder opgivet fremstillingen og er i stedet gået over til at bruge ensilering som konserveringsmetode for grovfoder.

## Reference
1. ↑  John Brockman (redaktør), De største opfindelser fra de sidste 2000 år, Gyldendal, 1999, ISBN 87-00-39584-6.